# Casey Fitzgerald
Casey Fitzgerald, född 25 februari 1997, är en amerikansk professionell ishockeyback som spelar för Florida Panthers i National Hockey League (NHL).
Han har tidigare spelat för Buffalo Sabres i National Hockey League (NHL); Rochester Americans i American Hockey League (AHL); Boston College Eagles i National Collegiate Athletic Association (NCAA) samt Team USA i United States Hockey League (USHL).
Fitzgerald draftades av Buffalo Sabres i tredje rundan i 2016 års draft som 86:e spelare totalt.
Han är son till Tom Fitzgerald och släkt med Jimmy Hayes, Kevin Hayes, Brady Tkachuk, Keith Tkachuk och Matthew Tkachuk.

## Statistik
| 2011–2012   | Malden Catholic Lancers |             | 21  | 2  | 16 | 18 | —   | —  | — | — | — | —  |
| 2012–2013   | Malden Catholic Lancers |             | 25  | 6  | 17 | 23 | 12  | —  | — | — | — | —  |
|             | Valley Jr. Warriors     |             | 12  | 4  | 5  | 9  | 0   | —  | — | — | — | —  |
| 2013–2014   | Team USA                | USHL        | 33  | 2  | 1  | 3  | 18  | —  | — | — | — | —  |
|             | U.S. National U17 Team  |             | 52  | 3  | 8  | 11 | 41  | —  | — | — | — | —  |
| 2014–2015   | Team USA                | USHL        | 22  | 3  | 5  | 8  | 53  | —  | — | — | — | —  |
|             | U.S. National U18 Team  |             | 57  | 9  | 16 | 25 | 67  | —  | — | — | — | —  |
| 2015–2016   | Boston College Eagles   | NCAA        | 39  | 4  | 23 | 27 | 46  | —  | — | — | — | —  |
| 2016–2017   | Boston College Eagles   | NCAA        | 37  | 5  | 17 | 22 | 46  | —  | — | — | — | —  |
| 2017–2018   | Boston College Eagles   | NCAA        | 36  | 6  | 13 | 19 | 45  | —  | — | — | — | —  |
| 2018–2019   | Boston College Eagles   | NCAA        | 39  | 2  | 12 | 14 | 26  | —  | — | — | — | —  |
|             | Rochester Americans     | AHL         | 4   | 1  | 2  | 3  | 0   | —  | — | — | — | —  |
| 2019–2020   | Rochester Americans     | AHL         | 25  | 2  | 6  | 8  | 30  | —  | — | — | — | —  |
| 2020–2021   | Rochester Americans     | AHL         | 22  | 2  | 9  | 11 | 34  | —  | — | — | — | —  |
| 2021–2022   | Buffalo Sabres          | NHL         | 36  | 0  | 6  | 6  | 36  | —  | — | — | — | —  |
|             | Rochester Americans     | AHL         | 28  | 4  | 8  | 12 | 43  | 10 | 2 | 5 | 7 | 11 |
| 2022–2023   | Buffalo Sabres          | NHL         | 23  | 0  | 3  | 3  | 4   | —  | — | — | — | —  |
|             | Florida Panthers        | NHL         | 4   | 0  | 0  | 0  | 0   | 2  | 0 | 0 | 0 | 10 |
| NHL totalt  | NHL totalt              | NHL totalt  | 63  | 0  | 9  | 9  | 40  | 2  | 0 | 0 | 0 | 10 |
| AHL totalt  | AHL totalt              | AHL totalt  | 79  | 9  | 25 | 34 | 107 | 10 | 2 | 5 | 7 | 11 |
| NCAA totalt | NCAA totalt             | NCAA totalt | 151 | 17 | 65 | 82 | 163 | —  | — | — | — | —  |
| USHL totalt | USHL totalt             | USHL totalt | 55  | 5  | 6  | 11 | 71  | —  | — | — | — | —  |

### Internationellt
| Källa: Uppdaterad: 2021-12-18 | Källa: Uppdaterad: 2021-12-18 | Källa: Uppdaterad: 2021-12-18 |         | Utv = Utvisningsminuter | Utv = Utvisningsminuter | Utv = Utvisningsminuter | Utv = Utvisningsminuter | Utv = Utvisningsminuter |
| År                            | Lag                           | Mästerskap                    | Matcher | Mål                     | Assists                 | Poäng                   | Utv                     |                         |
| ----------------------------- | ----------------------------- | ----------------------------- | ------- | ----------------------- | ----------------------- | ----------------------- | ----------------------- | ----------------------- |
| 2015                          | USA                           | U18-VM                        | 7       | 1                       | 3                       | 4                       | 4                       |                         |
| 2017                          | USA                           | JVM                           | 7       | 0                       | 3                       | 3                       | 6                       |                         |
| Junior totalt                 | Junior totalt                 | Junior totalt                 | 14      | 1                       | 6                       | 7                       | 10                      |                         |